# Соловьёв, Александр Николаевич (историк)
Александр Николаевич Соловьёв (2 февраля 1864 — 2 августа 1942) — русский и советский историк, книговед и редактор, библиофил.

## Биография
Родился 2 февраля 1864 года. После окончания средней школы поступил в Московскую духовную академию на курс духовной книжности, который вскоре окончил. В 1880-х годах основал Русское библиографическое общество, с 1889 по 1891 год занимал должность учёного секретаря. Долгие годы работал в Московской синодальной типографии, где занимал должность справщика.
Скончался 2 августа 1942 года.

## Научные работы
Основные научные работы посвящены истории Московской синодальной типографии. Автор свыше 10 научных работ.

## Редакторская деятельность
- 1892 — редактор журнала Библиографические записки